# Benxinzhai shushipu
Das chinesische Buch Benxinzhai shushipu (chinesisch 本心斋疏食谱 bzw. 本心斋蔬食谱, auch kurz: Shushipu 疏食谱 bzw. 蔬食谱 genannt; "Vegetarische Rezepte aus dem Studierzimmer der Herzenslust") ist der Titel eines der frühesten chinesischen Werke zur vegetarischen Küche von Chen Dasou (陈达叟) aus der Zeit der Song-Dynastie. Es besteht aus einem Heft (juan).
Darin werden insgesamt zwanzig vegetarische, hauptsächlich aus Gemüse und Früchten hergestellte Gerichte beschrieben. Ihre Herstellung ist relativ einfach. Hinter jedem Gericht steht ein kurzes Lobgedicht aus 16 Schriftzeichen (vierzeilig à 4 Zeichen), welches die geschmacklichen Besonderheiten der jeweiligen Speise kurz umreißt.

## Anmerkung zu den unterschiedlichen Schreibungen im Buchtitel
Die Schriftzeichen 疏 (shū) und 蔬 (shū) waren in alter Zeit austauschbar, mit dem Wort shūshí 疏食 im Titel ist das moderne chinesische Wort sùshí 素食 („vegetarisches Essen“) gemeint, ein Wort das auch als Bezeichnung für „einfache Kost“ verwendet wird.

## Überschriften (Auswahl)
Einige nach vegetarischen Zutaten benannte Kapitelüberschriften lauten folgendermaßen: Gemüsebrei, Chinesischer Lauch, Yamswurzel, Bambussprossen, Lotoswurzel, Fadennudeln aus Mungobohnenstärke, Pilze, mit der Hand gezogene „Schmetterlingsnudeln“ (Bandnudeln), mit Rohrzucker gefüllte und in einer mit zerkleinertem Markholz des Adlerbaumes aromatisierten Brühe gekochte Klebreisklößchen, Körnergerichte ohne Zukost.

## Shuǐtuán: Text und Lobgedicht
Das chinesische Wort shuǐtuán (水团) bezeichnet mit Rohrzucker gefüllte und in einer mit zerkleinertem Markholz des Adlerbaumes aromatisierten Brühe gekochte Klebreisklößchen.
Der Originaltext:
“秫粉包糖，香汤浴之。”
lautet in deutscher Übersetzung:
"Teigtäschchen aus Klebreis werden mit Zucker gefüllt, und in einer aromatisierten Brühe gebadet."
Der Text des Lobgedichtes dazu:
„团团秫粉，点点蔗霜，浴之沉水，清甘且香。“
lautet in deutscher Übersetzung:
"Rundherum Klebreisteig,
ein wenig Rohrzucker,
in einer Brühe mit dem (zerkleinertem) Markholz des Adlerbaumes gebadet,
ein reiner süßer und aromatischer Geschmack."

## Autorschaft
Im Siku quanshu zongmu tiyao wird Benxin Weng als Verfasser des Buches angeführt, Chen Dasou sei sein Schüler und habe ihm bei der Kollektion geholfen. Jedoch ist die Frage nach der Urheberschaft noch nicht abschließend geklärt.

## Frühe Drucke
Frühe Drucke sind unter anderem in den Büchersammlungen Baichuan xuehai und Umfassende Sammlung von Congshu enthalten.

## Moderne Ausgaben
Das Werk ist in der Bücherreihe Umfassende Sammlung von Congshu, im ersten Band der japanischen Reihe Chugoku shokkei sosho und in der Reihe Zhongguo pengren guji congkan relativ bequem zugänglich und zuverlässig ediert.